# 宋兴贵
宋兴贵（?—?），唐朝雍州万年（今陕西省西安市）人。
宋兴贵累世同居，亲自务农以养亲老，至宋兴贵已经四代了。唐高祖听说後嘉赏他，武德二年（619年），下诏：人禀行五常，仁义为重；士民有百行，孝敬为先。自古贤哲之王，经邦致治，设教垂范，都崇尚孝道。衰世人心浇薄，人多肤浅虚伪，修身克己，可做榜样。朕恭受天命，安抚四海，哀愍弊俗，正思虑改变引导。宋兴贵立下和睦的节操，志情友善融洽，同居共食，积年累代，务本力农，崇尚谦顺。弘扬名教，劝勉风俗，应该加以褒显，以劝将来之人。可在其门闾刻名表彰，蠲免他的赋税徭役。布告天下，使人明知。宋兴贵不久就去世了。